# فرودگاه رافائل کابررا
فرودگاه رافائل کابررا (به انگلیسی: Rafael Cabrera Airport) (به زبان بومی: Aeropuerto "Rafael Cabrera") یک فرودگاه همگانی با کد یاتا GER است که یک باند فرود آسفالت دارد و طول باند آن ۲۵۰۰ متر است. این فرودگاه در کشور کوبا قرار دارد و در ارتفاع ۲۴ متری از سطح دریا واقع شده است.

## شرکت‌های هواپیمایی و مقصدهای پروازی
The only airline to use the airport is Cuban flag carrier هواپیمایی کوبا, which operates flights to and from خوزه مارتی.
| شرکت‌های هواپیمایی | مقصدهای پروازی |
| ----------------- | -------------- |
| هواپیمایی کوبا    | خوزه مارتی     |